# Mistrzostwa Świata w Piłce Nożnej 1966
VIII Mistrzostwa Świata w Piłce Nożnej 1966 zostały rozegrane w Anglii w dniach 11-30 lipca. Zwyciężyła reprezentacja gospodarzy, która w finale pokonała reprezentację RFN. Trzecie miejsce zajęli Portugalczycy a czwarte reprezentanci ZSRR. W turnieju zadebiutowały reprezentacje Korei Północnej i Portugalii.
Mistrzostwami uczczono setną rocznicę powstania Angielskiego Związku Piłki Nożnej. Kilka dni przed mistrzostwami figurka Złota Nike, którą wręczano zwycięskiej reprezentacji, została skradziona. Później odnalazł ją kundel o imieniu Pickles.
MŚ 1966 były pierwszymi nadawanymi drogą satelitarną. Na znak protestu przeciwko dyskryminacji politycznej wycofało się kilkanaście krajów Azji i Afryki (przyznano im, wspólnie z Oceanią, tylko jedno miejsce w finałach MŚ).
W finale spotkały się reprezentacje Anglii i RFN. Anglia wygrała 4:2 i przed własną publicznością zdobyła pierwszy i jak na razie jedyny tytuł Mistrzów Świata.
W finale hat tricka ustrzelił Geoff Hurst – jest pierwszym piłkarzem, który tego dokonał w spotkaniu finałowym Mistrzostw Świata, osiągnięcie to powtórzył dopiero Kylian Mbappé w finale mundialu w 2022 r. Do legendy przeszedł drugi gol Hursta na 3:2, zdobyty w 101. minucie (11. minucie dogrywki). Po uderzeniu Anglika piłka odbiła się bowiem od poprzeczki, uderzyła o ziemię w okolicach linii bramkowej (za plecami Tilkowskiego) i wyszła w pole. Sędzia główny, Szwajcar Dienst nie widział dokładnie całej sytuacji, więc skonsultował się z radzieckim arbitrem liniowym, Tofikiem Bachramowem. Ten stanowczo stwierdził, że bramka została zdobyta zatem główny arbiter bramkę uznał, mimo gwałtownych protestów graczy RFN. Do dziś kwestia prawidłowości uznania bramki powoduje kontrowersje i nie została ostatecznie wyjaśniona, nawet zapisy z taśmy filmowej niczego nie rozstrzygnęły. Kilka lat temu analizy wykonane przez specjalistów z dziedziny balistyki wykazały, że gol nie mógł paść.
Mimo to werdykt sędziego był ostateczny i Anglia została mistrzem świata.
Statuetkę Złotej Nike kapitanowi drużyny Bobby'emu Moore'owi wręczyła królowa Elżbieta II. Wszyscy piłkarze mistrzowskiej drużyny zostali przez nią uhonorowani tytułem baroneta, a trener Anglii Alf Ramsey został uhonorowany szlacheckim tytułem sir. Zwycięstwo Anglii było trzecim zwycięstwem gospodarzy turnieju w historii Mistrzostw Świata. Wcześniej dokonały tego: Urugwaj na MŚ w 1930 oraz Włochy na MŚ w 1934.
Królem strzelców został Portugalczyk Eusébio da Silva Ferreira ("Czarna Perła"), który strzelił 9 goli.

## Kwalifikacje
W eliminacjach wystartowały 74 reprezentacje.
| Azja (AFC) kwalifikacje Korea Północna (debiutant) Ameryka Południowa (CONMEBOL) kwalifikacje Argentyna Urugwaj Chile Brazylia (mistrz) Ameryka Północna (CONCACAF) kwalifikacje Meksyk | Europa (UEFA) kwalifikacje Bułgaria RFN Hiszpania Francja Portugalia (debiutant) Szwajcaria Węgry ZSRR Włochy Anglia (gospodarz) |

## Maskotka
Po raz pierwszy przedstawiono maskotkę mistrzostw. Maskotka ta przedstawia lwa grającego w piłkę nożną ubranego w koszulkę z flagą Wielkiej Brytanii. Nadano mu imię World Cup Willie. Od tej pory każdy organizator Mistrzostw Świata prezentuje własną maskotkę.

## Składy drużyn

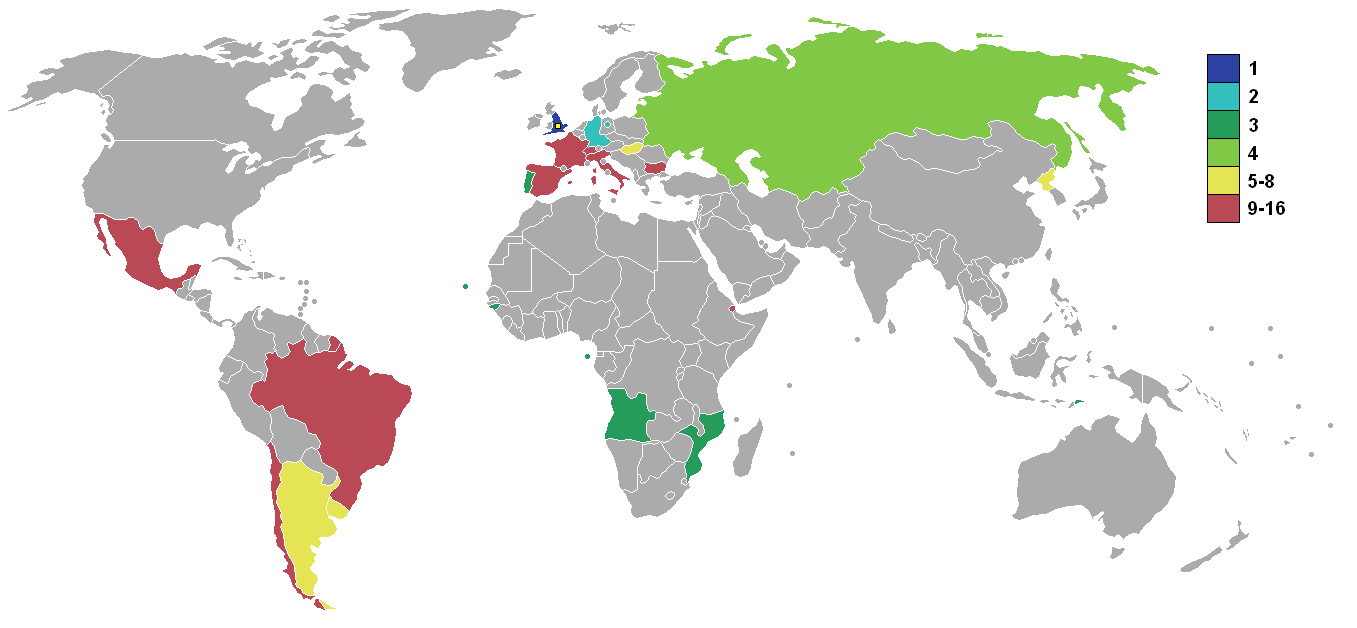
Państwa, uczestnicy Mistrzostw Świata w 1966 roku

## Stadiony
| Londyn             | Liverpool     | Sheffield            | Sunderland    |
| ------------------ | ------------- | -------------------- | ------------- |
| Stadion Wembley    | Goodison Park | Hillsborough Stadium | Roker Park    |
|                    |               |                      |               |
| Londyn             | Birmingham    | Manchester           | Middlesbrough |
| White City Stadium | Villa Park    | Old Trafford         | Ayresome Park |
|                    |               |                      |               |

## Wyniki

### Pierwsza runda

#### Grupa A
| Zespół  | M | W | R | P | Br+ | Br- | Śr   | Pkt |
| ------- | - | - | - | - | --- | --- | ---- | --- |
| Anglia  | 3 | 2 | 1 | 0 | 4   | 0   | ∞    | 5   |
| Urugwaj | 3 | 1 | 2 | 0 | 2   | 1   | 2,00 | 4   |
| Meksyk  | 3 | 0 | 2 | 1 | 1   | 3   | 0,33 | 2   |
| Francja | 3 | 0 | 1 | 2 | 2   | 5   | 0,40 | 1   |

| 11 lipca 1966 19:30 | Anglia | 0:0(0:0)(raport) | Urugwaj | Stadion Wembley, Londyn Widzów: 87 000 Sędzia: Zsolt (Węgry) |
|                     |        |                  |         |                                                              |

| 13 lipca 1966 19:30 | Francja · Hausser 62' | 1:1(0:0)(raport) | Meksyk · Borja 48' | Stadion Wembley, Londyn Widzów: 69 000 Sędzia: Ashkenazi (Izrael) |
|                     |                       |                  |                    |                                                                   |

| 15 lipca 1966 19:30 | Urugwaj · Rocha 26' · Cortés 31' | 2:1(2:1)(raport) | Francja · De Bourgoing 15' (k.) | White City Stadium, Londyn Widzów: 40 000 Sędzia: Galba (Czechosłowacja) |
|                     |                                  |                  |                                 |                                                                          |

| 16 lipca 1966 15:00 | Anglia · B. Charlton 37' · Hunt 75' | 2:0(1:0)(raport) | Meksyk | Stadion Wembley, Londyn Widzów: 92 000 Sędzia: Lo Bello (Włochy) |
|                     |                                     |                  |        |                                                                  |

| 19 lipca 1966 16:30 | Meksyk | 0:0(0:0)(raport) | Urugwaj | Stadion Wembley, Londyn Widzów: 61 000 Sędzia: Lööw (Szwecja) |
|                     |        |                  |         |                                                               |

| 20 lipca 1966 19:30 | Anglia · Hunt 38' 75' | 2:0(1:0)(raport) | Francja | Stadion Wembley, Londyn Widzów: 98 000 Sędzia: Yamasaki (Peru) |
|                     |                       |                  |         |                                                                |

#### Grupa B
| Zespół     | M | W | R | P | Br+ | Br- | Śr   | Pkt |
| ---------- | - | - | - | - | --- | --- | ---- | --- |
| RFN        | 3 | 2 | 1 | 0 | 7   | 1   | 7,00 | 5   |
| Argentyna  | 3 | 2 | 1 | 0 | 4   | 1   | 4,00 | 5   |
| Hiszpania  | 3 | 1 | 0 | 2 | 4   | 5   | 0,80 | 2   |
| Szwajcaria | 3 | 0 | 0 | 3 | 1   | 9   | 0,11 | 0   |

| 12 lipca 1966 19:30 | RFN · Held 16' · Haller 21' 77' (k.) · Beckenbauer 40' 62' | 5:0(3:0)(raport) | Szwajcaria | Hillsborough Stadium, Sheffield Widzów: 36 000 Sędzia: Phillips (Szkocja) |
|                     |                                                            |                  |            |                                                                           |

| 13 lipca 1966 19:30 | Argentyna · Artime 65' 77' | 2:1(0:0)(raport) | Hiszpania · Roma 71' (sam.) | Villa Park, Birmingham Widzów: 48,000 Sędzia: Rumenczew (Bułgaria) |
|                     |                            |                  |                             |                                                                    |

| 15 lipca 1966 19:30 | Hiszpania · Sanchís 57' · Amancio 75' | 2:1(0:1)(raport) | Szwajcaria · Quentin 31' | Hillsborough Stadium, Sheffield Widzów: 32 000 Sędzia: Tofik Bachramow (ZSRR) |
|                     |                                       |                  |                          |                                                                               |

| 16 lipca 1966 15:00 | Argentyna | 0:0(0:0)(raport) | RFN | Villa Park, Birmingham Widzów: 51 000 Sędzia: Zečević (Jugosławia) |
|                     |           |                  |     |                                                                    |

| 19 lipca 1966 19:30 | Argentyna · Artime 52' · Onega 79' | 2:0(0:0)(raport) | Szwajcaria | Hillsborough Stadium, Sheffield Widzów: 31 000 Sędzia: Campos (Portugaliaia) |
|                     |                                    |                  |            |                                                                              |

| 20 lipca 1966 19:30 | RFN · Emmerich 39' · Seeler 84' | 2:1(1:1)(raport) | Hiszpania · Fusté 23' | Villa Park, Birmingham Widzów: 51 000 Sędzia: Marques (Brazylia) |
|                     |                                 |                  |                       |                                                                  |

#### Grupa C
| Zespół     | M | W | R | P | Br+ | Br- | Śr   | Pkt |
| ---------- | - | - | - | - | --- | --- | ---- | --- |
| Portugalia | 3 | 3 | 0 | 0 | 9   | 2   | 4,50 | 6   |
| Węgry      | 3 | 2 | 0 | 1 | 7   | 5   | 1,40 | 4   |
| Brazylia   | 3 | 1 | 0 | 2 | 4   | 6   | 0,67 | 2   |
| Bułgaria   | 3 | 0 | 0 | 3 | 1   | 8   | 0,13 | 0   |

| 12 lipca 1966 19:30 | Brazylia · Pelé 15' · Garrincha 63' | 2:0(1:0)(raport) | Bułgaria | Goodison Park, Liverpool Widzów: 48 000 Sędzia: Tschenscher (RFN) |
|                     |                                     |                  |          |                                                                   |

| 13 lipca 1966 19:30 | Portugalia · José Augusto 1' 67' · Torres 90' | 3:1(1:0)(raport) | Węgry · Bene 60' | Old Trafford, Manchester Widzów: 37 000 Sędzia: Callaghan (Walia) |
|                     |                                               |                  |                  |                                                                   |

| 15 lipca 1966 19:30 | Węgry · Bene 2' · Farkas 64' · Mészöly 73' (k.) | 3:1(1:1)(raport) | Brazylia · Tostão 14' | Goodison Park, Liverpool Widzów: 52,000 Sędzia: Dagnall (Anglia) |
|                     |                                                 |                  |                       |                                                                  |

| 16 lipca 1966 15:00 | Portugalia · Wucow 17' (sam.) · Eusébio 38' · Torres 81' | 3:0(2:0)(raport) | Bułgaria | Old Trafford, Manchester Widzów: 26 000 Sędzia: Codesal (Urugwaj) |
|                     |                                                          |                  |          |                                                                   |

| 19 lipca 1966 19:30 | Portugalia · Simöes 15' · Eusébio 27' 85' | 3:1(2:0)(raport) | Brazylia · Rildo 70' | Goodison Park, Liverpool Widzów: 62 000 Sędzia: McCabe (Anglia) |
|                     |                                           |                  |                      |                                                                 |

| 20 lipca 1966 19:30 | Węgry · Dawidow 43' (sam.) · Mészöly 45' · Bene 54' | 3:1(2:1)(raport) | Bułgaria · Asparuchow 15' | Old Trafford, Manchester Widzów: 22 000 Sędzia: Goicoechea (Argentyna) |
|                     |                                                     |                  |                           |                                                                        |

#### Grupa D
| Zespół         | M | W | R | P | Br+ | Br- | Śr   | Pkt |
| -------------- | - | - | - | - | --- | --- | ---- | --- |
| ZSRR           | 3 | 3 | 0 | 0 | 6   | 1   | 6,00 | 6   |
| Korea Północna | 3 | 1 | 1 | 1 | 2   | 4   | 0,50 | 3   |
| Włochy         | 3 | 1 | 0 | 2 | 2   | 2   | 1,00 | 2   |
| Chile          | 3 | 0 | 1 | 2 | 2   | 5   | 0,40 | 1   |

| 12 lipca 1966 19:30 | ZSRR · Małofiejew 31' 88' · Baniszewski 33' | 3:0(2:0)(raport) | Korea Północna | Ayresome Park, Middlesbrough Widzów: 22 000 Sędzia: Gardeazábal (Hiszpania) |
|                     |                                             |                  |                |                                                                             |

| 13 lipca 1966 19:30 | Włochy · Mazzola 8' · Barison 88' | 2:0(1:0)(raport) | Chile | Roker Park, Sunderland Widzów: 30 000 Sędzia: Dienst (Szwajcaria) |
|                     |                                   |                  |       |                                                                   |

| 15 lipca 1966 19:30 | Chile · Marcos 26' (k.) | 1:1(1:0)(raport) | Korea Północna · Pak Seung-zin 88' | Ayresome Park, Middlesbrough Widzów: 16 000 Sędzia: Kandil (Egipt) |
|                     |                         |                  |                                    |                                                                    |

| 16 lipca 1966 15:00 | ZSRR · Czislenko 57' | 1:0(0:0)(raport) | Włochy | Roker Park, Sunderland Widzów: 27 800 Sędzia: Kreitlein (RFN) |
|                     |                      |                  |        |                                                               |

| 19 lipca 1966 19:30 | Korea Północna · Pak Doo-ik 42' | 1:0(1:0)(raport) | Włochy | Ayresome Park, Middlesbrough Widzów: 18 000 Sędzia: Schwinte (Francja) |
|                     |                                 |                  |        |                                                                        |

| 20 lipca 1966 19:30 | ZSRR · Porkujan 28' 85' | 2:1(1:1)(raport) | Chile · Marcos 32' | Roker Park, Sunderland Widzów: 22 000 Sędzia: Adair (Irlandia Północna) |
|                     |                         |                  |                    |                                                                         |

### Faza pucharowa
|  |                       |                |                      |                   |   |                   |                   |                   |                   |                   |                   |       |       |
|  | Ćwierćfinały          | Ćwierćfinały   | Ćwierćfinały         |                   |   | Półfinały         | Półfinały         | Półfinały         |                   |                   | Finał             | Finał | Finał |
|  | Ćwierćfinały          | Ćwierćfinały   | Ćwierćfinały         |                   |   | Półfinały         | Półfinały         | Półfinały         |                   |                   | Finał             | Finał | Finał |
|  | 23 lipca - Londyn     |                |                      |                   |   |                   |                   |                   |                   |                   |                   |       |       |
|  |                       |                |                      |                   |   |                   |                   |                   |                   |                   |                   |       |       |
|  | Anglia                | Anglia         | 1                    |                   |   |                   |                   |                   |                   |                   |                   |       |       |
|  | Anglia                | Anglia         | 1                    | 26 lipca - Londyn |   |                   |                   |                   |                   |                   |                   |       |       |
|  | Argentyna             | Argentyna      | 0                    |                   |   |                   |                   |                   |                   |                   |                   |       |       |
|  | Argentyna             | Argentyna      | 0                    |                   |   | Anglia            | Anglia            | 2                 |                   |                   |                   |       |       |
|  | 23 lipca - Liverpool  |                |                      |                   |   | Anglia            | Anglia            | 2                 |                   |                   |                   |       |       |
|  |                       |                | Portugalia           | Portugalia        | 1 |                   |                   |                   |                   |                   |                   |       |       |
|  | Portugalia            | Portugalia     | Portugalia           | Portugalia        | 1 | 5                 |                   |                   |                   |                   |                   |       |       |
|  | Portugalia            | Portugalia     |                      |                   |   | 5                 | 30 lipca – Londyn |                   |                   |                   |                   |       |       |
|  | Korea Północna        | Korea Północna | 3                    |                   |   |                   |                   |                   |                   |                   |                   |       |       |
|  | Korea Północna        | Korea Północna | 3                    |                   |   | Anglia (dogrywka) | Anglia (dogrywka) | 4                 |                   |                   |                   |       |       |
|  | 23 lipca – Sheffield  |                |                      |                   |   | Anglia (dogrywka) | Anglia (dogrywka) | 4                 |                   |                   |                   |       |       |
|  |                       |                | RFN                  | RFN               | 2 |                   |                   |                   |                   |                   |                   |       |       |
|  | RFN                   | RFN            | RFN                  | RFN               | 2 | 4                 |                   |                   |                   |                   |                   |       |       |
|  | RFN                   | RFN            | 25 lipca – Liverpool |                   |   | 4                 |                   |                   |                   |                   |                   |       |       |
|  | Urugwaj               | Urugwaj        | 0                    |                   |   |                   |                   |                   |                   |                   |                   |       |       |
|  | Urugwaj               | Urugwaj        | 0                    |                   |   | RFN               | RFN               | 2                 | Mecz o 3. miejsce | Mecz o 3. miejsce | Mecz o 3. miejsce |       |       |
|  | 23 lipca - Sunderland |                |                      |                   |   | RFN               | RFN               | 2                 | Mecz o 3. miejsce | Mecz o 3. miejsce | Mecz o 3. miejsce |       |       |
|  |                       |                | ZSRR                 | ZSRR              | 1 |                   |                   | 28 lipca - Londyn | 28 lipca - Londyn | 28 lipca - Londyn |                   |       |       |
|  | ZSRR                  | ZSRR           | ZSRR                 | ZSRR              | 1 | 2                 |                   | 28 lipca - Londyn | 28 lipca - Londyn | 28 lipca - Londyn |                   |       |       |
|  | ZSRR                  | ZSRR           |                      |                   |   |                   |                   | Portugalia        | Portugalia        | 2                 |                   |       |       |
|  | Węgry                 | Węgry          | 1                    |                   |   |                   |                   |                   | Portugalia        | 2                 |                   |       |       |
|  | Węgry                 | Węgry          | 1                    |                   |   |                   |                   | ZSRR              | ZSRR              | 1                 |                   |       |       |
|  |                       |                |                      |                   |   |                   |                   |                   | ZSRR              | 1                 |                   |       |       |

#### Ćwierćfinały
| 23 lipca 1966 15:00 | Portugalia · Eusébio 27' 43' (k.) 56' 59' (k.) · José Augusto 80' | 5:3(2:3)(raport) | Korea Północna · Pak Seung-zin 1' · Lee Dong-woon 22' · Yang Seung-kook 25' | Goodison Park, Liverpool Widzów: 51 780 Sędzia: Ashkenazi (Izrael) |
|                     |                                                                   |                  |                                                                             |                                                                    |

| 23 lipca 1966 15:00 | RFN · Haller 11' 83' · Beckenbauer 70' · Seeler 75' | 4:0(1:0)(raport) | Urugwaj | Hillsborough Stadium, Sheffield Widzów: 34 000 Sędzia: Finney (Anglia) |
|                     |                                                     |                  |         |                                                                        |

| 23 lipca 1966 15:00 | ZSRR · Czislenko 5' · Porkujan 46' | 2:1(1:0)(raport) | Węgry · Bene 57' | Roker Park, Sunderland Widzów: 22 100 Sędzia: Gardeazábal (Hiszpania) |
|                     |                                    |                  |                  |                                                                       |

| 23 lipca 1966 15:00 | Anglia · Hurst 78' | 1:0(0:0)(raport) | Argentyna | Stadion Wembley, Londyn Widzów: 90 000 Sędzia: Kreitlein (RFN) |
|                     |                    |                  |           |                                                                |

#### Półfinały
| 25 lipca 1966 19:30 | RFN · Haller 42' · Beckenbauer 67' | 2:1(1:0)(raport) | ZSRR · Porkujan 88' | Goodison Park, Liverpool Widzów: 38 300 Sędzia: Lo Bello (Włochy) |
|                     |                                    |                  |                     |                                                                   |

| 26 lipca 1966 19:30 | Anglia · B. Charlton 30' 80' | 2:1(1:0)(raport) | Portugalia · Eusébio 82' (k.) | Stadion Wembley, Londyn Widzów: 95 000 Sędzia: Schwinte (Francja) |
|                     |                              |                  |                               |                                                                   |

#### Mecz o 3. miejsce
| 28 lipca 1966 19:30 | Portugalia · Eusébio 12' (k.) · Torres 89' | 2:1(1:1)(raport) | ZSRR · Małofiejew 43' | Stadion Wembley, Londyn Widzów: 88 000 Sędzia: Dagnall (Anglia) |
|                     |                                            |                  |                       |                                                                 |

#### Finał
| 30 lipca 1966 15:00 | Anglia · Hurst 18' 101' 120' · Peters 78' | 4:2 (w dogrywce)(1:1)(raport) | RFN · Haller 12' · Weber 89' | Stadion Wembley, Londyn Widzów: 98 000 Sędzia: Dienst (Szwajcaria) |
|                     |                                           |                               |                              |                                                                    |

Zwycięski skład: Gordon Banks; George Cohen, Bobby Moore, Ramon Wilson; Jack Charlton, John Connelly, Terence Paine, Nobby Stiles; Alan Ball, Ian Callaghan, Bobby Charlton, Jimmy Greaves, Roger Hunt, Geoff Hurst, Martin Peters.

Ustawienie drużyn podczas meczu

Trener: Alf Ramsey

## Strzelcy
| 9 goli - Eusébio 6 goli - Helmut Haller 4 gole - Geoff Hurst - Franz Beckenbauer - Ferenc Bene - Walerij Porkujan 3 gole - Luis Artime - Bobby Charlton - Roger Hunt - José Augusto - José Torres - Eduard Małofiejew 2 gole - Rubén Marcos | - Uwe Seeler - Kálmán Mészöly - Pak Seung-zin - Igor Czislenko 1 gol - Ermindo Onega - Garrincha - Pelé - Rildo - Tostão - Georgi Asparuchow - Martin Peters - Héctor De Bourgoing - Gérard Hausser - Lothar Emmerich - Sigfried Held - Wolfgang Weber - János Farkas | - Paolo Barison - Sandro Mazzola - Enrique Borja - Lee Dong-woon - Pak Doo-ik - Yang Seung-kook - António Simões - Anatolij Baniszewski - Amancio - Josep Fusté - Pirri - Manuel Sanchís - René-Pierre Quentin - Julio César Cortés - Pedro Rocha Gole samobójcze - Iwan Dawidow (dla Węgier) - Iwan Wucow (dla Portugalii) |